# Anhanguera piscator
Anhanguera piscator  (nghĩa là "quỷ già bắt cá") là một loài trong chi thằn lằn có cánh Anhanguera, xuất hiện từ đầu kỷ Phấn trắng, tại nơi ngày nay là Brazil cách nay 112 triệu năm. Loài Thằn lằn có cánh này là liên quan chặt chẽ đến Ornithocheirus, và thuộc họ Ornithocheiridae trong phân họ riêng của mình, Anhanguerinae. A. piscator cũng từng bị đặt trong chi Coloborhynchus dưới tên Coloborhynchus piscator hay đồng nghĩa của Coloborhynchus robustus. Anhanguera piscator là động vật ăn cá với sải cánh khoảng 4.5 m (15 ft).

Phục nguyên